# كانديدوني
كَنديدوني هي بلدة تقع في مقاطعة ريدجو كالابريا في إيطاليا.